# Fototropismo

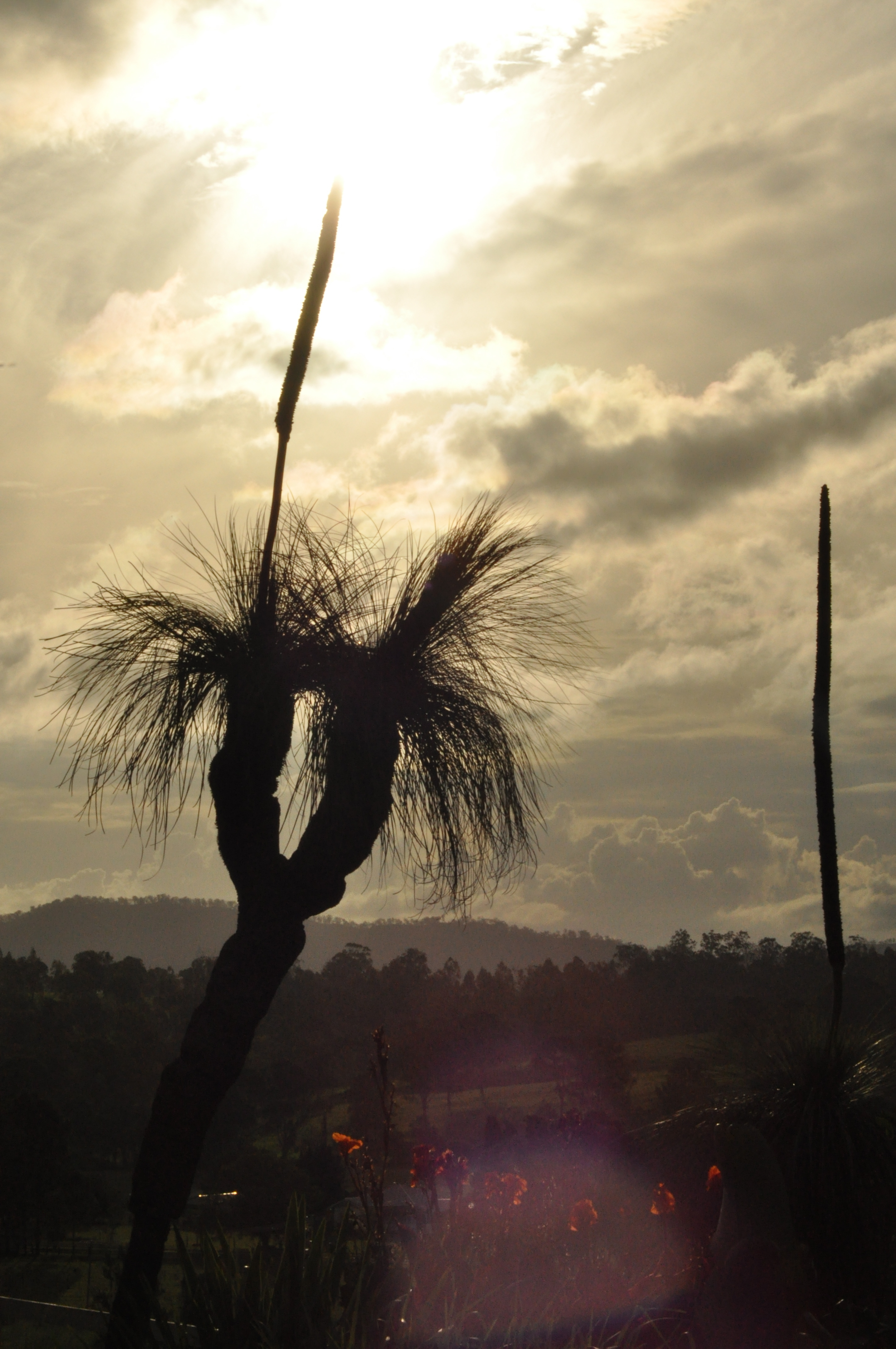
Fototropismo en una yuca adulta

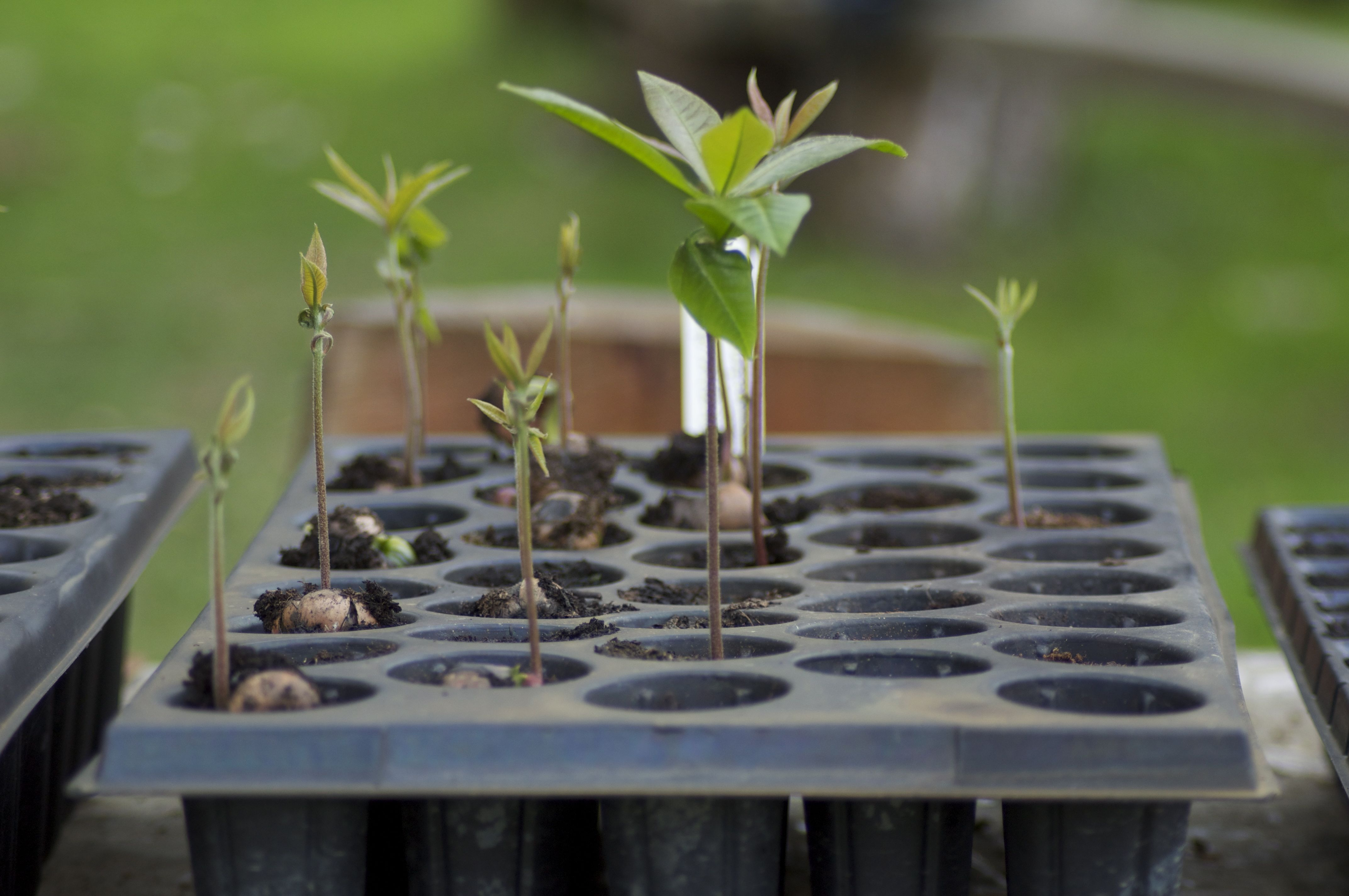
Fototropismo positivo en plántulas de Quercus humboldtii

El fototropismo corresponde a una respuesta del vegetal frente al estímulo luminoso. El fototropismo positivo hace referencia al crecimiento de la planta hacia la fuente de luz, mientras el fototropismo negativo implica un crecimiento de la planta en la dirección contraria a la de la fuente lumínica. En el caso del tallo, se observa un fototropismo positivo, porque este crece hacia la fuente luminosa. La raíz presenta un fototropismo negativo. Aunque el fototropismo es una respuesta clara en las plantas, no es el único tropismo presente. Otros tropismos comunes en plantas son: el tigmotropismo (muy importante para plantas que son de naturaleza trepadora) y el gravitropismo (que resulta vital para que las raíces penetren en la tierra).
La percepción fototrópica está mediada por los dos receptores de luz azul (fototropina-1 y fototropina-2) -también involucrados en apertura de estomas, movimiento de cloroplastos, crecimiento de hipocóotilo y expansión de hojas.
El estímulo de luz provoca una reacción hormonal en la planta cuya consecuencia es un crecimiento diferencial. La auxina es la encargada de este crecimiento diferencial. El mecanismo por el cual actúa la auxina es el siguiente: al tener una respuesta fototrópica negativa, la auxina tiende a concentrarse en la región de la planta opuesta a la incidencia de la luz. Debido a que la auxina está relacionada con la proliferación celular, las células de la región cuya concentración de auxina es mayor proliferan más que aquellas donde es baja. De esta manera, se da un doblamiento en el tallo hacia la fuente de luz (fototropismo positivo).
El descubrimiento de las auxinas dependió en gran parte del estudio de Theophil Ciesielski. Charles Darwin citó la tesis doctoral de Ciesielski en 1871 donde este hacía referencia a una "influencia transmitida" desde la punta de los tallos en la planta, haciéndose responsable por el gravitropismo. Aunque el nombre de la hormona sería dado muchos años después, tanto Darwin como Ciesielski tuvieron claro en su momento que esta estaba causando cambios importantes en el crecimiento y el desarrollo de las plantas estudiadas.

## Experimentos

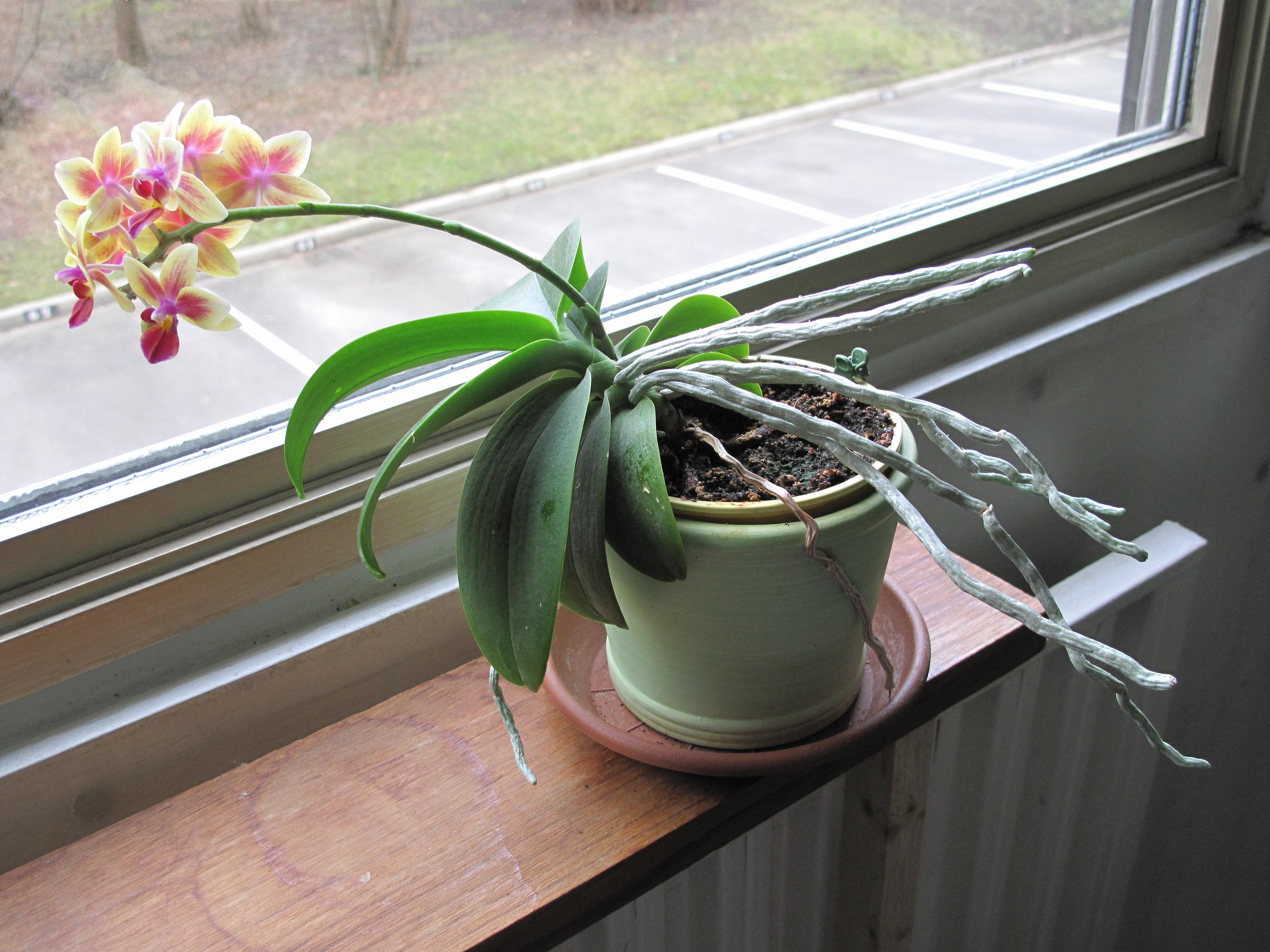
Fototropismo en una orquídea (Phalaenopsis): Hojas y flores crecen hacia la luz, las raíces crecen alejándose.

Después de Ciesielski, los Darwin descubrieron que los coleóptilos de ''Phalaris canariensis" no se doblaban hacia la fuente de luz si eran cubiertos o amputados. Esta serie de experimentos y otros con Avena sp. llevaron a muchos otros cientficos por el camino correcto hacia el descubrimiento de las auxinas como protagonistas de este fenómeno. Uno de los más importantes en el proceso fue Frits Went.

## El fototropismo y los clásicos
A lo largo de los años, el movimiento de las plantas ha sido estudiado y pensado no solo por científicos sino también por poetas, filósofos y artistas. El primer ejemplo está en la mitología griega. Apolo, el dios sol, estaba enamorado profundamente de Dafne, quien no correspondía su amor. En cambio, Clitia sí lo veneraba profundamente pero sin la retribución de él. Ante la insistencia de Apolo por conquistar el amor de Dafne, esta corre a buscar la ayuda de su padre, quien para ayudarla, la convierte en una planta. Para llamar la atención del sol, ahora que su competencia había sido convertida en vegetal, Clitia se desnuda y sigue el movimiento de Apolo durante nueve días posada sobre una roca, sin comida ni bebida. Apolo, consumido por la desgracia de la desaparición de su amor, no la determina jamás. Al ver esto, los dioses convierten a Clitia en un hermoso heliotropo, cuya principal característica es seguir a diario el movimiento del sol. Aunque muchas veces este mito se confunde en la traducción, y se asume que Clitia fue convertida en un girasol, lo cual es improbable, ya que en la época de los griegos no había girasoles en Europa, por ser esta una planta americana.

## Otras respuestas a la luz
EtiolaciónAnte la ausencia de luz, este es el crecimiento característico que se da en las plantas en desarrollo. Se caracteriza por desarrollar tallos endebles y largos, hojas más separadas entre sí que en situaciones de desarrollo óptimas y clorosis (palidez). Es posible que este mecanismo permita a las plántulas alcanzar la luz si la germinación se lleva a cabo bajo la tierra, o donde haya hojarasca sobre la semilla, que obstruya la incidencia de luz directa
HeliotropismoEs el seguimiento de las estructuras fotosintéticas de la planta al sol. Dado que este movimiento no implica crecimiento, no es fototropismo propiamente dicho.

### Videos
1. Plant Physiology: Phototropic Response (Britannica.com)
2. Fototropismo y gravitropismo

- Datos: Q863119
- Multimedia: Phototropism / Q863119